# Cimetière monumental de Pérouse
Pour les articles homonymes, voir cimetière monumental.
Le Cimetière monumental de Pérouse (en italien : Cimitero Monumentale di Perugia) est le principal cimetière de Pérouse, en Italie. Il se situe via Enrico dal Pozzo, quartier Monterone, à proximité de l'église San Bevignate.

## Histoire
Construit sur le projet des architectes Francesco Lardoni et Alessandro Arienti, son inauguration a eu lieu en 1849 par l'archevêque Gioacchino Pecci, futur pape Léon XIII. Ses monuments sont autant classiques que contemporains.
La partie monumentale s'articule sur trois allées qui partent de l'entrée principale, datée de 1874, œuvre de l'architecte Alessandro Arienti qui aboutit sur le champ commun et les espaces des personnages illustres entourées par des galeries monumentales des tombeaux des familles pérugines importantes,.
Un peu plus loin se trouve la chapelle de la Confraternita della Misericordia (it), datée de 1888, œuvre de Nazareno Biscarini et des sculpteurs de Francesco Biscarini,.
Les allées se terminent sur le Monument aux Victimes du 20 juin 1859, daté de 1875, œuvre du sculpteur Ettore Salvatori,.
Les monuments funéraires et les chapelles des plus importantes familles de Pérouse constituent un témoignage de la sculpture et de l'architecture spécialement liberty des XIXe et XXe siècles,
Le temple crématoire, daté de 1895, contient dans son centre, l'urne cinéraire de Ariodante Fabretti.
Une partie du champ commun du cimetière est dédiée aux personnages illustres de la ville et comporte des sections par culte.

## Personnalités
- Gerardo Dottori
- Luigi Bonazzi
- Ariodante Fabretti
- Guglielmo Miliocchi (it)
- Luisa Spagnoli

## Galerie photographique

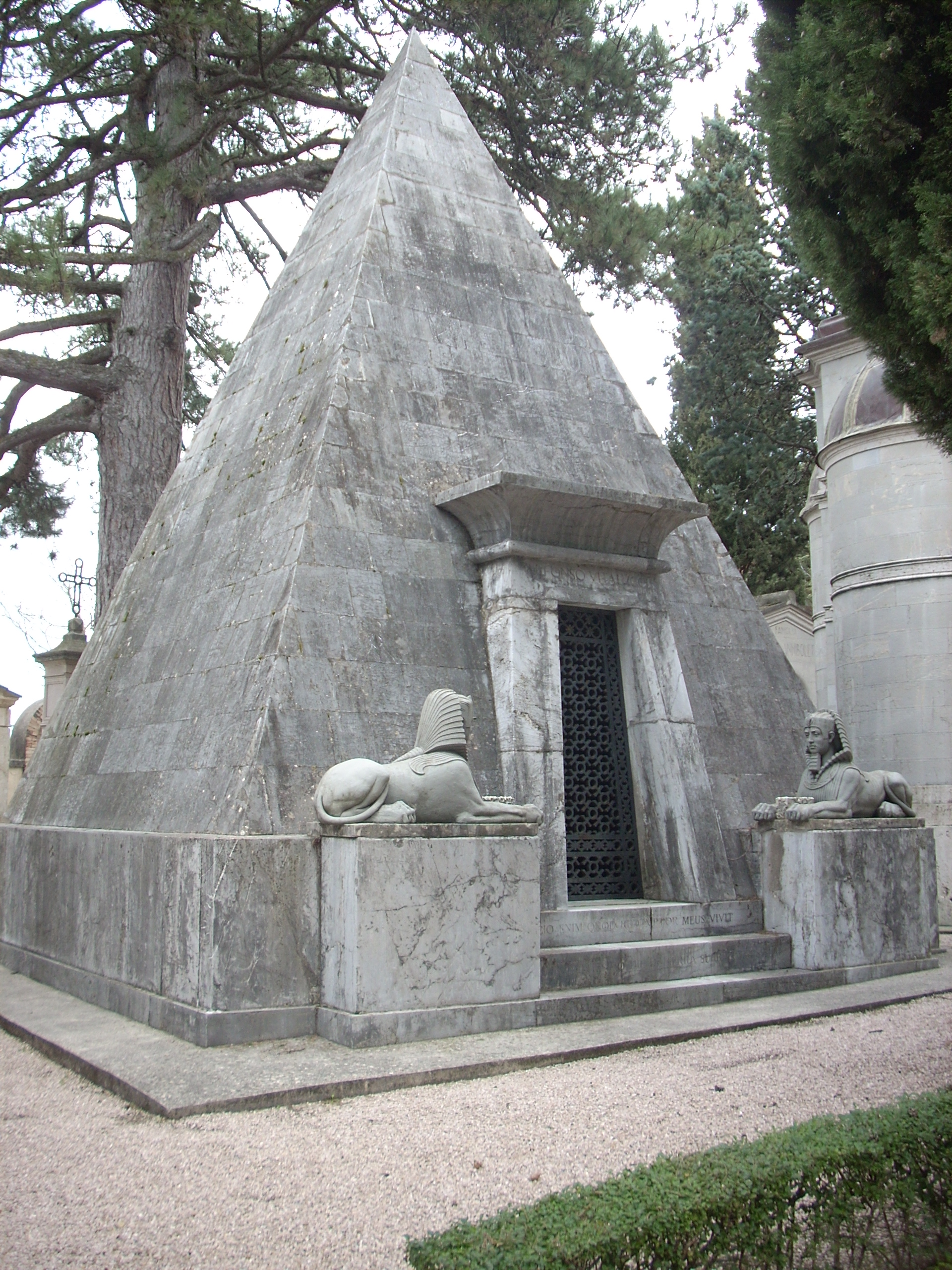
La chapelle Vitalucci (1892), œuvre du sculpteur Romano Mignini, réalisée sous forme de pyramide.
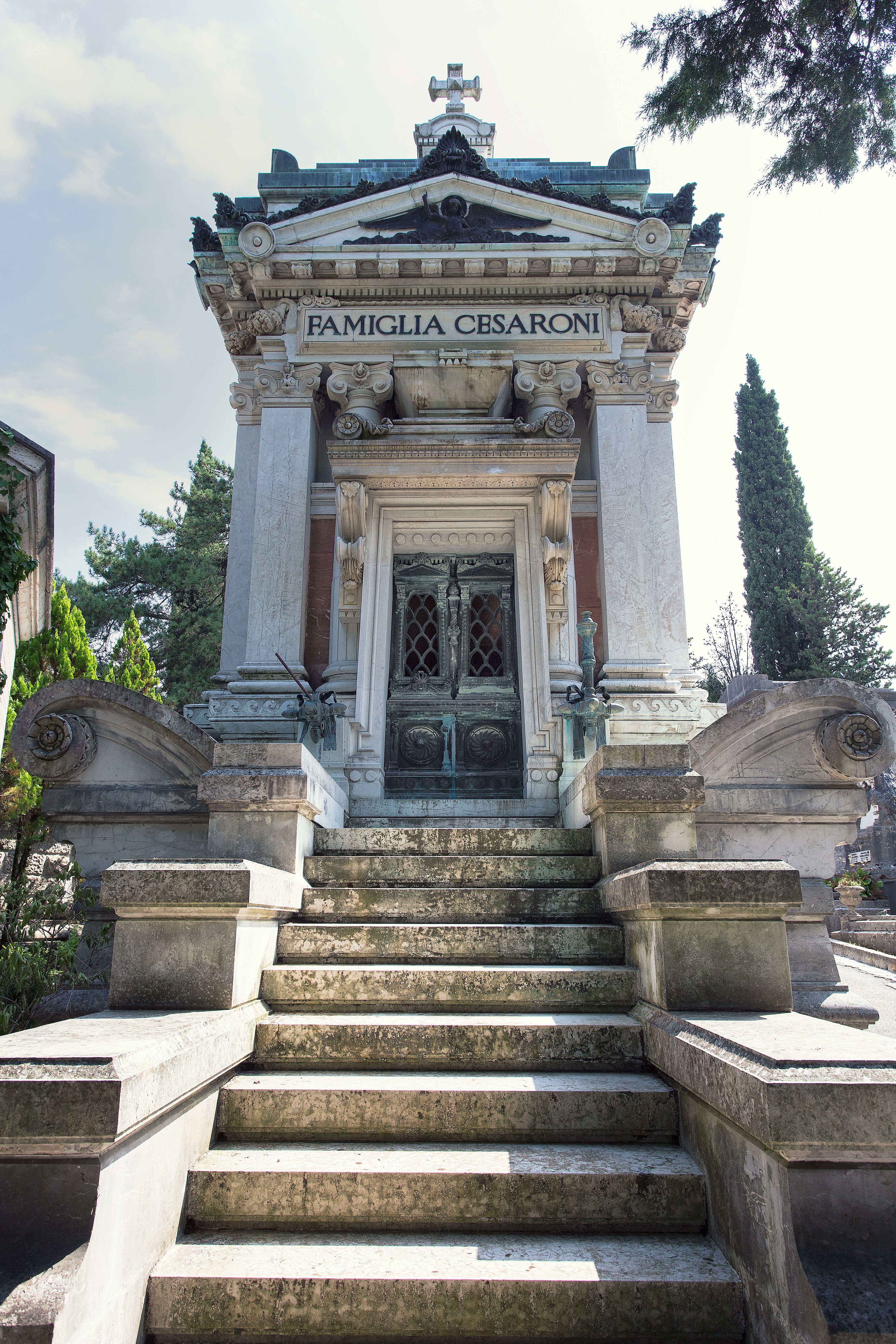
La Chapelle Cesaroni.
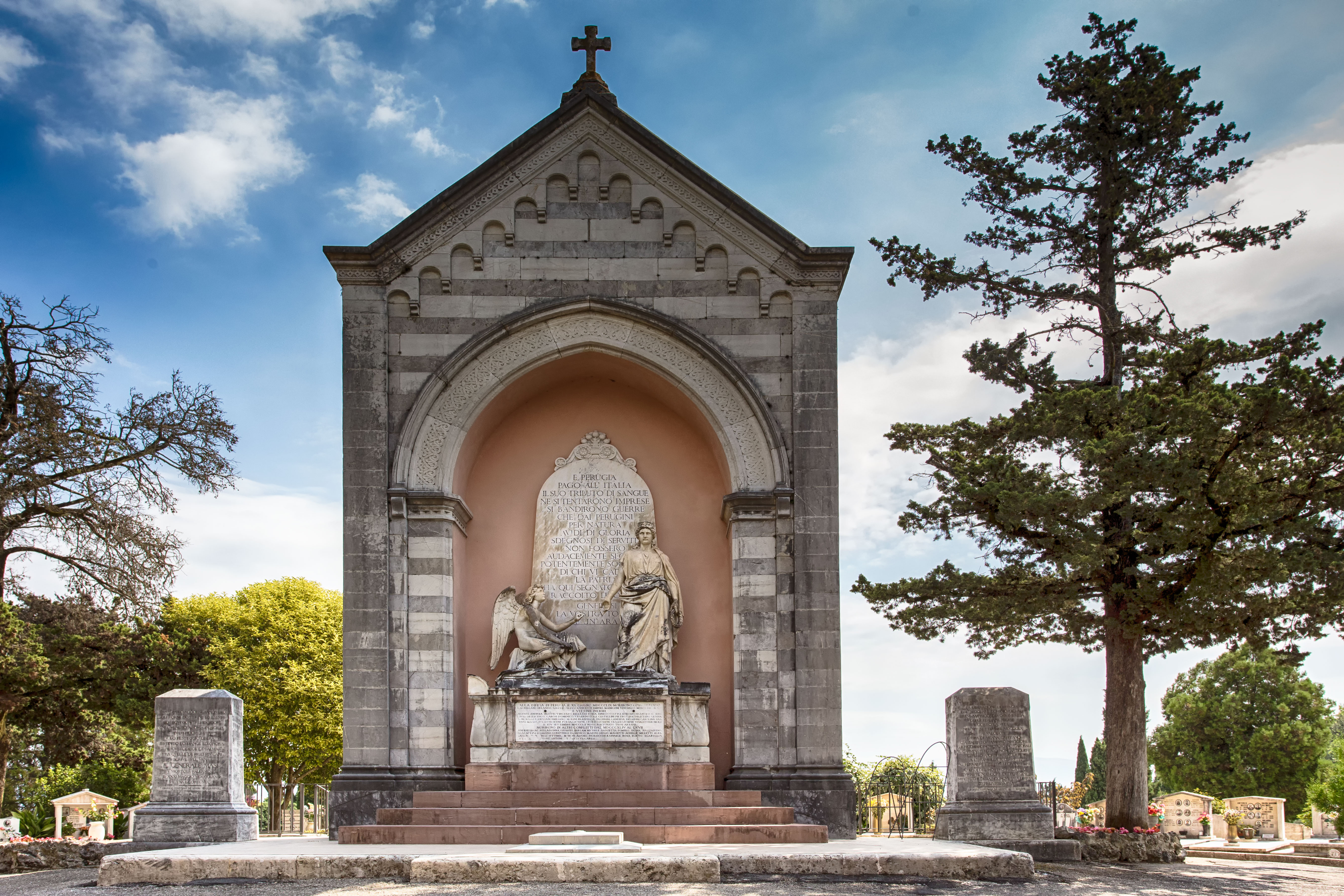
Monument aux Victimes du 20 juin 1859.